# 私立T女子学園
『私立T女子学園』（しりつティーじょしがくえん）は、竹田エリによる日本の4コマ漫画作品。『週刊ヤングジャンプ』（集英社）にて、1995年から2001年まで連載された。通称T女、しりT。単行本は全10巻（集英社刊）。

## 概要
女子校「私立T女子学園高等学校」を舞台にしたブラックでコミカルな4コマ漫画。登場人物は『ドラえもん』や『サザエさん』同様歳は取らず、舞台は永遠に高校2年のまま話は展開する。制服は珍しい上下白色のセーラー服。
本編の主人公「竹田」他主要キャラは実在する人物がモデルとなっており、私小説的な側面を持つ。
作者はT女の略称を好んで使っていたが、編集部ではしりTの略称を使っていたため、単行本のフリートークページで「『サラリーマン金太郎』を『サラ金』と略さないのはなぜだ」と不満を述べている。それ以外にも、連載前「フラワー学園」というタイトルにさせられそうになったり、原稿の受け取り時間が大幅に遅れたりしたことについて、編集部に不満を漏らしている。
また、フリートークページで作者や作者の友人についての漫画、キャラ設定、各キャラの卒業後の進路などが描かれたこともある。
なお本作ではメインキャラクターのほとんどを始め、苗字以外の名前を与えられていないキャラクターが多い。そのため口の悪いキャラが多いことも相まって、苗字以外では「あんた」という代名詞がよく使用される。

## 主な登場人物
本編はブラックユーモアが中心であり、登場人物はおおむね全員変人であるが、積極的に意識して悪事を働くのは竹田（たけだ）姉妹、井森（いもり）、板橋（いたばし）、トモちゃんと姑くらいであり、悪意を持って行動するキャラクターは比較的少ない。メインキャラクターの5人娘は、連載終了後もほかの漫画（『パサラちゃん』『メリーちゃんと羊』）にも少し登場している。

### メインキャラクター
竹田（たけだ）
2年5組、美術部/図書委員、以降特に記述のない生徒は16 - 17歳の設定。1月生まれのみずがめ座。
この漫画の主人公。作者がモデルとなっている。どんな時でも自分の利益・都合を優先させる、自己中心的な性格で口が悪い。国語や雑学に強く、一夜漬けも得意なため、体育以外の評価は良い。反面、物事を忘れっぽく、人の顔を覚えるのは特に苦手。1年の頃からずっと隣の席だった女の子の名前はおろか、顔すら覚えておらず、一瞬カッコいいと思った男性のことも、ほんのわずか目をそらした瞬間に2人いるうちのどっちだったかすら分からなくなるほど。大崎曰く、ハムスター並みの女の子。後述のたごさくのことも、最初は忘れていた。見た目は清純系だが、口を開くと評価はガタ落ち。休みの日や試験前の現実逃避ではテレビゲームをしている姿が見られる。よく本を読んでいるシーンが見受けられる。美術部では会計も担当しているが、2年の中盤までは幽霊部員であり、会計のこともすべて忘れていた。「背が低く、太り気味」と言われるが、一見そうは見えない。カップルを憎むことでは大崎と息が合っている。家族には本心から愛されていないようで、とくに姉には幼児期にひどい虐待を受けている。方向音痴でもあるらしく、近道して学校へ行こうとした際はありえないぐらいに違う場所へと迷ってしまった模様。
井森（いもり）
2年5組、帰宅部長。
外見は可愛いが、心は砂漠。「外面如菩薩内心如夜叉」を地で行く。自己中心的な性格だが、竹田ほど口は悪くなく、事を荒立てずに毒を吐くことが多い。そのため、ボコられることはまずない世渡り上手。ただし犯罪やサボりの常習犯で、麻薬やヤクザといった闇の世界にも通じている。そのため、本格的に命を狙われたことは数多い。家は上流階級なので、これらの行動は単に彼女の趣味のようである。英語はバイリンガル並みに喋れ、フランス語も読める。全般的にテストの成績も良いが、進学願望はない。胸がないのが悩みで、ガーリッシュな格好をするようになってからも、何度も少年に間違えられている。帰宅部の部長であるが、活動内容は部員（クズちゃん）から部費を巻き上げるだけである。オカマの兄とケンカばかりしていたが、途中から仲良く会話もするようになり、心底険悪な仲でもない。竹田を友達としては認めているものの、それは高校での間だけであって、卒業したら他人に戻ることをお互いに公認している程の仲である。自分の部屋には鳥羽一郎らしき人物の写真が立てられている模様。一番クズちゃんを殺害している人物でもある。
山瀬（やませ）
2年5組、手芸部。1月生まれのみずがめ座で、誕生日は竹田とは一日違い。
大崎に次ぐ常識派な一面と、リュウ君というジョニーズ系アイドル（当然作中設定）に夢中で周囲が見えない一面を併せ持つ。裁縫や料理が得意でリュウ君グッズを多数自主制作しており、グッズだけに限らず、服やアクセサリーも自分で作成できるほどである。リュウ君絡みで暴走することが非常に多いが、そうでない時はT女のメンツの中では一番常識的な部類に属しており、ストーカーに対しては嫌悪感すら抱いているらしい。ただし天然ボケの傾向があり、気配りが空回りすることも多い（特に対たごさく）。リュウ君のコンサートのために全国を飛び回る一方、ヘヴィメタル（?）系のライブにも過激なメイクと衣装で行っている。学校の図書室に、無断でリュウ君作品のコーナーを作ったりもしている。当初は人から非難を受けると自殺騒ぎをよく起こしていたが、途中から相手の方を倒す方針に転換している。怒ると井森ですら本気でビビる。
大崎（おおさき）
2年5組、文芸部/図書委員長。5月生まれ。
メイン5人組の中では唯一常識派なツッコミ担当。唯一のメガネっ子にもかかわらず、みじんも「萌え」を感じさせない。入浴時・睡眠時にもメガネをかけ、メガネを取った素顔は最後まで公開されなかった（本人は「メガネを取ると実は美少女」と主張していた）。運と要領がひたすら悪く、また小市民でもあるため、さまざまなとばっちりを受ける不幸なキャラ（クズちゃんがいなくなったら、自分こそがキングオブ不幸になってしまうと評していたほど）。常軌を逸した食欲を持つ怪物的大食家であるが、太っていることを気にしている。この原因と結果の関係を彼女自身はよく理解していない。カップルを憎むことでは竹田と息が合っている。趣味で小説を書いており、少女小説家を目指してもいるが、文才の欠片も持ち合わせておらず、読む人に笑いを提供する羽目に陥っている。なお小説を書く時のペンネームは『紗芙蘭 美麗由（さふらん みれいゆ）』。
モデルとなった作者の友人は、本作品のヒット後、周囲から大崎と呼ばれたという。ダイエットに励み、今では非常にほっそりとしているらしい（『メリーちゃんと羊』より）。
星屑 きらら（ほしくず きらら）
2年5組、帰宅部、通称クズちゃん。1月生まれのやぎ座。
変わり者でバカを極めた、大金持ちのお嬢様。人の悪口は言わない性格だが、人を簡単に信用してしまい、空気が読めないだけでなく、“メルヘン”を“ナルヘソ”と読んだり、“脂”を“指”と書いたりなど、カタカナすら読めず漢字もロクに書けないほど知能も著しく低い。そのため、竹田や井森のみならず大崎にまでボコられることが多く、何度も死んでいる（のだが、すぐ生き返る）。心臓は5回までは刺されても平気と表記されていたこともあったが、すでに5回以上刺されている。メイン5人で旅行等へ行くと、大体死んでいる。父が星屑商社という大企業の社長でお金はあるのだが、有効な使い方を知らず、いつもカモにされている。帰宅部の部員だが、井森に部費を貢いでいるだけ。舌が長すぎたりコンタクトレンズが大きすぎたりと、たびたび奇行の度が過ぎ、人間扱いされないこともある謎の生命体。全科目1桁点数（10段階成績表でオール1以下）を記録し続け、度重なる補習のため、松本先生の家庭にヒビを入れている。
白目の大きな非常に特徴的な顔をしており、関係者も皆同じ顔をしているため、気味悪がられる。当人達は疑問に思っていないどころか「趣味がいい」とさえ感じているようで、この顔のバスやティーカップ、クッキーなどを多数製作している。しかし、自身のクローンが自宅屋敷内を大勢で徘徊している夢を見た際は気味悪がっていた。

### その他のT女生徒達
板橋（いたばし）
2年5組、生物部長・生徒会役員・クラス委員。
生物を得意分野とする品行方正な優等生。黒魔術やオカルトに通じ、ESPの素質もある。また、気分転換に学校に放火しようとするなど、放火癖もあるので当初は危ない人扱いされていたが、中盤以降は多額の生徒会費の横領、学校の勝手な改築、安岡先生などへの人体実験、学校行事の改変（危険な方向へ）などを行う「学校の影の首領」的なキャラに変化した。花粉症が酷く、春になるとマスクやゴーグル、フルフェイスのヘルメットらしきものを身に付け、その容姿と言動で周囲を恐怖に陥れる。ただし、顔が腫れ上がっているので、装備を外したら外したで怖い。大崎は友達だが、他は一定の距離を置いており、さん付けで呼ぶ。
島野（しまの）
2年7組、華道部、兄は「はるちゃん」と呼ぶ。
普段は至極まともだが、歯がエナメルホワイトで異様に大きく丈夫で、コンクリートブロックでも何でも噛み砕いては周囲に恐れられている。祭りのトウモロコシ大食い競争では、大崎と戦うが、彼女は芯も食べてしまい、0点となってしまう。テーブルマナー実習の際は料理の皿まで食べていた。真っ白で丈夫な歯をとても気に入っているが、口を閉じれば彫りの深いアジア系美少女。当初はロングヘアーだったが、途中でセミロングにヘアスタイルを変えている。一度、虫歯になったかも知れないと悲しんでいた際は、竹田さえも気を失うほど驚愕していた。太い眉毛が特徴的。竹田とは中学校が一緒で、推薦も入学式も一緒に行ったが、入学後しばらく竹田には忘れられていた。その後は、突然ふらりと竹田の前に現れては、オヤジギャグを披露し、去ってゆくようになるなど、回を増すごとに行動がツッコミ無しでは済まなくなっていくが、非常に心が広く、竹田の数々の失礼にもほとんど怒らない。家は酒屋をしており、名前は「島達」。父親が登場したことがあり、目元が似ているが、娘のことは化物扱いしている。
田子乃浦 桜子（たごのうら さくらこ）
2年1組、美術部、通称たごさく。
病弱で一途にミシェール先生を想い続ける薄幸の美少女。だが所構わず血を吐きまくったり、よく心臓を止めたりと、死に関する迷惑を撒き散らして、せっかくの設定を台無しにしている。病弱なのだが、ケガには強く、紹介ページでは「豆腐のハートを鉄の鎧で包んだ女」「基準がよく分からない女」と評されている。美術部の幽霊部員だった竹田を部活に顔を出すようにさせ、竹田に友情を感じるが、家の調度品を足蹴られたり、別荘を合宿に乗っ取られるなど、不幸な目に遭わされている。相手の気持ちを無視して一方的に想いを寄せる同志として、山瀬と仲が良い。育ちが良く、クズちゃん程ではないが金持ち。クズちゃんと顔の輪郭が同じであることを竹田に指摘され、驚愕している。
病気による休学で留年しており、他生徒より1つ年上なのだが、竹田や山瀬を様付けで呼ぶなど、先輩ぶる気配は全くない。
綿貫（わたぬき）
2年7組、美術部副部長、竹田は「綿ちゃん」、たごさくは「綿貫さま」と呼ぶ。
当初は名もなき美術部員だったが、後に美術部副部長として名前も出て来るようになった（それまで竹田は、名前を鈴木か佐藤かマダムヤン銀子だと思っていた）。縦に長い三角形だけで髪を描かれる。正論を言ったり、突いてはいけないところを突いては、逆ギレしたミシェール先生に暴力を振るわれている。後半は少しだけ強くなっており、「このフラ男がっ!!」と吐き捨てて頭をどつく場面がある。同じクラスの島野とはあまり関わりが無い。
田中 小夏（たなか こなつ）
2年3組、通称小ナス。
ナスのような独特のヘアースタイルをした、クズちゃんのライバルお嬢様キャラ。クズちゃん同様（というかそれ以上に）かなりのお金持ちでバカだが、多少は金の力を知っている分タチが悪い。クズちゃん同様、学校に多額の寄付をしている。つまり、金の力で入学した（裏口入学とも言う）。水泳がまるでできないが、努力しようとはせず、科学力で解決しようとし、ことごとく失敗し、バカの名を不動のものとする。中学浪人をしてしまい、アメリカ留学を経てT女に転入してきた。友達が作れず悩んでいたが、無事ブチを罠にかけ、初めての友達ができた。クラスメイトに「ナスビー」と呼ばれているが、本人はヴィーナスの業界風呼称と受け止めている。単行本最終巻（10巻）の表紙を飾った。
小渕 ミヨ（おぶち ミヨ）
2年3組、水泳部・図書委員、通称ブチ・ブチちゃん。
たまたま通りかかったところを小夏に捕まり、小夏の初友達になった。とても性格が良い生徒。じっと見ていると吸い込まれそうな、大きな黒目が特徴的。「おぶち」の“お”を丁寧語だと勘違いした小夏に「ブチ」と呼ばれ、嫌がっている。ケンちゃんというコンビニで働く爽やかな彼氏がいるため、男性との接点がない竹田や大崎、さらには司書の先生にまで逆恨みされて、恐ろしい虐待に遭ったり、狡猾な罠にはめられたりして、彼女はそれに怯える日々を送る。8巻で登場して、（小ナスと一緒に）いきなり背表紙に描かれてもいる。

### T女の教師達
松本 タカシ（まつもと タカシ）
2年5組担任、現国教師、33歳。某六大学卒。
メインキャラクター達のクラスの担任で、校内で最も嫌われている。教師としての理想に情熱を燃やすこともあるが、根性がないため、すぐ日和ったり諦めたりするあたりが原因。学生時代は不良のみならず優等生にもパシらされていたらしく、祖父祖母も75万の壺売りの詐欺に遭ったりと、先祖代々の負け犬。問題のある生徒が多く、不幸な目によく遭うため、長期の休み明けによく登校拒否になったり、平日の昼間に学校へ行かず公園で呆けていたりする。同様の理由か、テレクラやゲイバーの常連。クズちゃんを生徒に持ったために、休みの度に補習を開かなければならず、ただでさえ低い家庭内での立場を更に低くしている。嫁より家事が上手。トイレットペーパーはきちんと三角に畳むらしい。
蒲田先生（かまた）
3年2組担任、家庭科教師/保健体育教師、53歳。
ハートマークが入ったネクタイやフリフリのエプロンをしている、髪を逆立てヒゲの濃いオカマの教師。ただし自分はオカマではないと言い張っている。わけのわからないところがウケて、生徒の人気はとても高い。正体不明の材料を使った料理を作ったり作らせたり、テストで壮大な罠を仕掛けたりと油断が出来ない。生徒には男性として見られていないため、保健体育を教えたり、身体測定をしたりしても違和感を覚えさせない。井森兄とは昔接点があり、先輩後輩と呼ぶ間柄。妻も娘も孫もいるという裏設定があるが、登場しない。
成原先生（なりはら）
学年主任、音楽教師、年齢不詳。某茶の水大学卒。
大仏のような蛇のような髪型がトレードマークの音楽教師。元はいいところの令嬢だったようだが、男性との出会いが無いまま歳を重ねまくってしまった。生徒には怖がられているため、あまり人気はない。若い頃から貯め続けた結婚資金が凄いことになっているそうだが、気ままな一人暮らしをエンジョイしている面もある。毎日違うスーツを着て学校に来るため、かなりの衣装持ちでもある。だが、独身であることを非難する生徒には容赦ない。年齢は蒲田先生以上安岡先生未満で、安岡先生の若い頃を知る数少ない人物。テスト試験官をした際は寝不足だったためか、まるで未知の何かと交信しているかのような恐ろしい形相をしたため、その現社のテストは白紙提出者を多く出してしまった。
イカゲルゲ（本名不明）
2年7組担任、体育教師、ダンス部顧問、47歳。
ハゲ頭で常にレオタードを着用している体育教師。ダンス至上主義を唱えており、情熱やパッションを大事にしている。彼が担任のクラスでは教室内の会話をボディランゲージに限定しているので、生徒は注意されて喋る羽目にならないよう気をつけている。感性の表現方法が独特で、生徒に集団ヒステリーを起こさせ、松本先生に責任転嫁したことがある。寝るときは頭皮にワカメを巻いてパックをするなど、小さな努力を続けている。
安岡先生（やすおか）
生物教師、生物部顧問、年齢不詳。
いつも死に掛けている非常勤の生物教師。今となっては手元は狂い、物忘れも酷いボケ老人として扱われているが、若い頃は肩で風を切って歩き、ロンリーウルフと呼ばれていたらしい。板橋さんに人体実験をよくされているが、本人は親切心によるものだと思っている。授業で危険な薬品をコボしまくったり、テストで問題を事前に教えたり、生徒の資料持ち込みを見逃したりと、ボケ倒しているキャラだが、ごくまれに冴えることもある。味の腹話術師・武藤もしくは包丁さばきの達人・北島という異名を持つらしいが、なぜか名前が違う。妻とは死別し、息子の妻はみつ子さんという。年齢は成原先生より上で、定年後非常勤で戻ったこと自体だいぶ前。
ミシェール中野（ミシェールなかの）
3年3組担任、美術教師、美術部顧問、年齢不詳。
フランス生まれのハーフ美術教師。自分の気に入らないことをした生徒へは、体罰でなく純粋な暴力を振るう。しかし受け持っていた生徒たちからは人気は高かったようにも見受けられる。芸術家らしくセンスが少しズレており、いつもツナギの変な服に蝶ネクタイをつけている。部費でゲーム機を買って自宅（第三準備室と勝手に命名）に届けさせたり、同じく部費でフランスの実家へ帰ったりと、暴力以外にも問題行動が多い。たごさくに想われているが、きっぱり断っても聞いてもらえず、嫌って迷惑がって暴力を振るってという関係になっている。都コンブが好きらしく、ピーマンが嫌いらしい。
桃園 香（ももぞの かおり）
保健養護教諭、30歳、通称桃ちゃん。
男子校から女子校に来たことをちょっと後悔している、顔も体も学歴もいい女な養護教諭。竹田曰く、ブランド品のような人（もちろん褒め言葉ではない）。保健室を住まいにしたり、男性教師相手の高級女装クラブにしたりしている。三十路になっても結婚できず、周囲にプレッシャーを与えられている。川原先生に交際を迫られているが、川原先生はいつも熊のぬいぐるみを着ている変人なので、冷淡に断り続けている。生徒の人気は高く、男子校時代だけでなくT女へ来てからもファンクラブが出来ている。最終的には川原先生と結婚した。
川原先生（かわはら）
2年3組担任、英語教師、26歳。
常に熊の着ぐるみを身につけている、2年生担当の英語教師。松本先生が出身高に教生に行っていた時の生徒で、元は同じく気が弱いイジメられっ子。5年前遊園地で一目惚れして運命の再会を果たした桃園先生に惚れており、迫ってはあっさり振られるパターンを積み重ねたり、松本先生と共に情けない言動をしたりと、負け犬気質は松本先生同様。桃園先生にぬいぐるみごと抱っこしてもらおうと図り、逆に脳天から出刃包丁を突き刺されてしまった。別に恥ずかしがり屋ではなく、趣味で着ぐるみを着ているのだが、未婚の男女が素顔を見せ合うのを恥ずかしがる面もある。夏場はよく脱水症状を引き起こしている。着ぐるみキャラなのにあっさり素顔を公開し、竹田と井森に袋叩きにされ、その後は頭部以外の生身や後頭部を晒すことはあっても、素顔は一度しか出てこない。担任になれたのは、小夏が前の担任をノイローゼに追い込んだためである。
司書の先生
女性、図書委員担当顧問、年齢不明。
メガネをかけた図書室の司書の先生。シングルのマンションを25年ローンで購入した、女性としては腹をくくった教諭。竹田、大崎とともにブチの恋愛を妨げる人物。

### その他関係者

#### 竹田家
竹田姉
竹田が逆らえない姉。年齢や職業は不明で、失業保険で生活している。親友のトモちゃん以外の交友関係も不明。容姿や人当たりは良く（ただし、髪を金髪に染めて、派手な服を着ているため、しょっちゅう水商売と間違えられる）、男性にもかなりモテるが、その内実、妹よりも毒を持っている。一般常識に著しく欠け、ウズラの卵はハトの卵だと言ったり、茶々を盗んできたりしている。靴下の匂いフェチ。小さい頃から妹を手酷くイジメて、数々のトラウマを植え付けてきたが、現在もその物扱いの意識は進行形の模様。
最もよく登場するサブキャラであり、一話丸ごとこの人の話題であったことも多い。また、現実世界の竹田姉も漫画とさほど変わらないらしい。
茶々（ちゃちゃ）
竹田家で飼われている茶色い雑種のオス犬。実在した（既に死亡したらしい）。家庭内での順位は母>父>自分>姉>妹だと考えている模様。竹田姉が日光旅行の帰りに妹へのお土産として連れて帰って来た。しかし1年後に、竹田姉が駅前で首輪を付け、電柱に繋がれていたのを連れて来たことと、元の飼い主が近所の宮田さん（名前のみ登場）であることが判明。しかし元の飼い主に返そうと姉妹が茶々を連れて行ったところ、同じような容姿の犬が大量にいたので、返さなくてもバレないと思い、竹田家のペットのままとなっている。
竹田父
竹田の父で会社員。稼ぎは良いが、妻にその恩恵を独占されており、また家庭内での活躍もないため、娘達には冷たくあしらわれている。妻にも娘達にも大事にされていないことを気にしているが、一向に家庭内での地位が向上する様子はない。また少年時代に姉の着せ替えおもちゃになっていたため、娘の下着をつけたまま出社して気付かないことも。茶々を大変気に入っており、妻や娘よりも大事にしている。
竹田母
竹田の母で専業主婦。竹田家の一切を支配する実力者。人当たりは良さそうだが、娘達には鬼の形相で怒り、それ以外の人にも笑顔で毒を撒き散らしている。娘達に対する愛情は皆無に等しく、自己中心的で、竹田姉妹の将来の姿を予想させる。夫の稼ぎを独占し、娘達には回さないことと娘達の性格から、度々娘達に財布の金を盗まれている。竹田父とは彼の東北支社赴任中に出逢ったが、夫との馴れ初め話を竹田にしている最中、人生最大の勘違いに気付いてしまった。東北（青森）出身。
竹田伯母
竹田父の姉で、竹田姉妹から見ると伯母にあたる。通称おばちゃん。宝塚・童話・メルヘンといった様式をこよなく愛し、ロココやメルヘンな改造を勝手に行なう困った人物で、竹田家の墓にガーデニングを施してしまう（現実の竹田家も同じ被害に遭っているらしい）。別荘の鍵を拾ってはドリーミーな思考をして勝手に使う。竹田を黒髪ちゃん、竹田姉を栗毛ちゃん（後に茶髪ちゃん）、弟の竹田父を坊ちゃと呼ぶ。竹田家にお邪魔するときは、大抵出前寿司を食べている。

#### 井森家
井森兄
井森より胸のある兄。全寮制の名門男子校に通っていた時に同性に目覚め、モロッコで手術をした。一見すると金髪巨乳の派手な女性なので、男性に非常にモテる。一時は恋人とロサンゼルスで式を挙げたものの、別れて実家に出戻ってきた。日本に来てからも無理矢理な結婚騒ぎを起こすなど、妹の心労のタネとなっている。一時期T女に怪しいプロフィールを引っ下げ、蒲田先生のつてを頼って教生として赴任するが、その後は不明。初恋相手の小金沢君もゲイバーで働き、現在は茶飲み友達。妹には嫌がられている存在だが、彼の方は妹のことを心底大事に思っている。妹の役に立ちたいと活躍するが、一般常識とずれているため、妹の迷惑にしかならない。しかし、悪意は無い。大学も一流大学を卒業しており、勉強はできるので、妹に質問されることもある。また家では一緒にお茶を飲みながら会話する場面も多い。このように彼は妹に嫌がられながらも、一応仲の良い兄妹の関係を保っている。
ボルボア
井森兄に飼われている黒い毛の猫。芸術センスのない井森の写生モデルにされ、その後バター犬に使われそうになった。
井森の両親（名前不明）
ハイソな雰囲気を漂わすが、ほとんど登場しなかった。

#### 山瀬家
山瀬母
山瀬の母。カツラ疑惑のある芸能人のファン。夫はいるらしいが、登場しない。
山瀬姉
山瀬の姉。同性愛で有名なハリウッドスターのファン。妹に趣味の悪い誕生日プレゼントを贈ったところ、社交辞令で喜んでくれたのを真に受け、その後毎年趣味の悪いプレゼントを贈っている。当然、妹の山瀬は本心では喜んでいないが、互いの思いやりが救いようのない悪循環を生んでいる。

#### 大崎家
大崎 サキ
大崎とは似ても似つかない美少女な妹。彼氏ができたのを姉に知られ、激しく嫉妬される。基本的にはいい子だが、怒り出すといつの間にか論理のすり替えが起き、姉を家から追い出したりする。寝ている最中、ストーカーに毛布をかけられたことあり。
大崎母
大崎の母。基本的にはいい人だが、長女のことは信用しておらず、娘やその友人によくキツい物言いをする。夫の存否は不明で、大崎家では母と娘2人の計3人でカウントされている。

#### 星屑家
星屑父
クズちゃんの父。星屑（スターダスト）商社の社長で、T女のPTA会長。娘同様金銭感覚がない上とてつもないバカで、騙されまくって金をドブに捨てている。会社の経営手腕はまともな時もあれば、危なっかしい時もある。だがピンチに陥った時、何もしないことで回復したので、やはり危なっかしい事ばかりしている。性格は非常に明るく、竹田達のドツキにも怯むことなく笑いを取ろうとしている。なお会社名の表記と読みは一定していない。
エカテリーナ・ヴォルディグレイヴ
星屑家で飼われているクィーンの血統証付きのメス犬。約4歳で、通称エカテリーナ。星屑家に連れて来られた当日、常識を超えた広さの敷地を持つ家で迷子になり、1年後に直立二足歩行をし、石器や火を使い、服を着るまでに進化したところを通りすがりの保険のセールスマンに温室で発見された。知性が非常に高く、クズちゃんの替わりに受けた英語のテストで満点を取ったり、自分で魚を釣って捌いて刺身にして食したり、犬のフリをした犬を演じたりしている。やたらと態度がデカく、クズちゃんのことは嫌っている。よく葉巻を吸っているシーンを見かける。
星屑母
クズちゃんの母で、専業主婦。元は華族の令嬢で、旧姓は十六夜（いざよい）。名前は星屑さらら。夫と共にいつも和服を着ている。
星屑弟
クズちゃんの弟。星屑商社の跡取りとして、星屑家に伝わる帝王学を父に学びながら育っている。学校に行くときはボディーガードがつく。捨て猫をこっそり拾ってベッドの下で飼うという優しい少年だが、たまたま家政婦のバイトに来ていた竹田井森コンビに猫が見つかり、脅迫されるハメに陥る。
- なお星屑家の親類縁者、使用人、ペットなどは、全てクズちゃんと同じ白目の大きな顔をしている。

ヨーゼフ梶原
クズちゃん家が所有している別荘地の管理人の好々爺。頭が上下半回転させることが可能。エイプリルフールの日に再登場した。
十六夜アラン（いざよい-）
クズちゃんの従弟にあたる青年。祖母の遺産をめぐり、執事と供にクズちゃん殺害を目論む。その時に依頼された暗殺人は意外な人物である。
ピグモ
黒人の女性。竹田達一行が夏休みのバカンスで旅行したペロペロ島の住人で、クズちゃん家所有の別荘の番。ブスカという息子がいる。息子のお嫁さん候補を探している。
ター坊
クズちゃん父が所有しているいわくつきな洋館で働く初老の執事。本名は不明。同じくメイドも働いている。クズちゃん父とは幼馴染。

#### トモちゃん家
トモ子
作中で結婚し、カメラマンの夫がいるが、本人も大手雑誌の編集記者として働くキャリアウーマンの兼業主婦。通称トモちゃん。小・中と同じ学校だった竹田姉とは無二の親友で、高校進学時に学力の大きな開きから進路を分かつ。性格は竹田姉と同系統だが、他人に対する酷薄さ、家事のずぼらさなどでは竹田姉も驚愕させる場面もしばしばあり、ケンカで重傷を負わされたこともあり、一見友達だが、真の力関係はトモちゃんの方が上のようである。トモちゃんが本気になると、竹田姉は絶対逆らえないようである。姑との関係が最悪で、いつも死闘に近い冷戦を繰り広げ、竹田姉は常にそれに計略的に巻き込まれる。普段から笑顔で刃物を振り回したりしているが、本当に怒ると家中の全てを破壊するほどらしく、夫には「休火山」と評されている。片づけられない女でもあり、そのグレードはかなり高い。竹田妹も幼い頃からひどい目に遭っている。作中の最強キャラクターかもしれない。育児ノイローゼになったいとこがいる。
トモちゃんの夫
トモちゃんの夫で、マイナー雑誌のカメラマン。結婚前は趣味が悪い・釣り好きと評され、新婚時代には自作のポエムを作って妻を怒らせていた。いつも笑顔を絶やさず人も良かったが、妻にいいように牛耳られ、妻の言動を段々と笑顔だけでは済ませなくなってきている。よく取材で家を空け、その隙に姑が押しかけてくる。
トモちゃんの姑
トモちゃんの夫の母。いつも和服を身に付けている、頭が固いのか柔らかいのか分からない人。息子の妻であるトモちゃんと仲が悪く、お互いに命の奪い合いのような冷戦を笑顔で日々繰り返す。巨大な斧が落ちてくる茶室に招待したり、彼女らの冷戦は死と隣り合わせである。竹田姉は必ず巻き込まれ、姑は竹田姉を自分の味方につけたそうであり、竹田姉は大変迷惑している。元々自分も姑と仲が悪かった。やや前時代的な風潮を引きずっているかと思えば、やたら機転が利くこともある。孫の誕生を願っていたが、嫁とのバトル続きでプレッシャーを与えることもなくなっている。
トモちゃんの舅
トモちゃんの夫の父。飄々とした人。姑と妻との間で板挟みになった経験を持ち、同じ境遇になりそうな息子を心配していた。だが、その役目は竹田姉が受け継いだため、大事にしていた御守は息子ではなく、竹田姉の手に渡った。家では家事をほとんど担当させられているが、放浪癖と徘徊癖がある。

#### 松本家
松本 ユキエ
松本タカシの妻で、幼馴染の専業主婦。夫の家事が異様に上手だったために家出するなど、自己中心的な所がある。度々の夫のヘタレな言動で既に愛は冷め切っており、夫抜きでの行動の方が多い。
松本 メグミ
松本タカシの娘で、幼稚園児。父親にめぐたんと呼ばれ、多大な愛情を注がれているが、当人はどうでもいい人だと思っている。

### その他の脇役（エキストラ、スポット登場など）
赤胴 鈴子（あかどう すずこ）
T女の1年2組の生徒。島野から華道部への猛烈な勧誘を受けていたが、理由はかなり島野らしい理由であった。
- その他、作者が『おっとり捜査』の巻末4コマを手がけていた関係で、同作品のキャラクターらしき人物が数回登場する。